# Liste der Mitglieder des liechtensteinischen Landtags (Jan 1926)
Diese Liste führt die Mitglieder des Landtags des Fürstentums Liechtenstein auf, der aus den Landtagswahlen vom 10. und 24. Januar 1926 hervorging. Diese Wahlperiode dauerte nur bis April 1926, da sich die Christlich-soziale Volkspartei (VP) und die Fortschrittliche Bürgerpartei (FBP) nach der Wahl nicht auf einen gemeinsamen Regierungsrat einigen konnten.
Um in den Landtag gewählt zu werden, benötigte man die absolute Mehrheit aller abgegebenen Stimmen, wobei jeder Wähler so viele Stimmen hatte, wie Kandidaten zu wählen waren. Erreichten mehrere Kandidaten die absolute Mehrheit der Stimmen, zogen diejenigen ein, die die meisten Stimmen auf sich vereinigen konnten. Im Wahlkreis Oberland wurden sieben und im Wahlkreis Unterland fünf Abgeordnete gewählt. Da nicht alle Kandidaten eine absolute Mehrheit erreichten, fanden am 24. Januar 1926 Stichwahlen statt, um die fehlenden Abgeordneten zu bestimmen.

## Liste der Mitglieder
In Oberland wurden 1322 Stimmen gezählt, was bedeutet, dass ein Kandidat mindestens 622 Stimmen brauchte, um in den Landtag einzuziehen. Im Unterland wurden 716 Stimmen abgegeben, was bedeutet, dass 359 Stimmen reichten.
| Name                     | Wahlkreis | Partei | Bemerkungen                  |
| ------------------------ | --------- | ------ | ---------------------------- |
| Emil Bargetze            | Oberland  | VP     |                              |
| Emil Batliner            | Unterland | FBP    |                              |
| Wilhelm Beck             | Oberland  | VP     |                              |
| Peter Büchel             | Unterland | FBP    |                              |
| Wilhelm Büchel           | Unterland | FBP    |                              |
| Johann Jakob Feger       | Oberland  | VP     |                              |
| Alois Frick              | Oberland  | VP     | nach einer Stichwahl gewählt |
| Josef Gassner            | Oberland  | VP     |                              |
| Franz Xaver Hoop         | Unterland | FBP    |                              |
| Alois Jehle              | Oberland  | VP     |                              |
| Karl Kaiser              | Unterland | FBP    |                              |
| Franz Josef Marxer       | Unterland | FBP    |                              |
| Baptist Quaderer         | Oberland  | VP     |                              |
| Andreas Vogt             | Oberland  | VP     |                              |
| Anton Walser-Kirchthaler | Oberland  | VP     |                              |